# Dean Fedorchuk
Pour les articles homonymes, voir Fedorchuk.
Dean Fedorchuk, né le 28 juillet 1970 à Winnipeg dans la province du Manitoba au Canada, est un joueur et entraîneur canadien de hockey sur glace.